# H+ (アルバム)
『H⁺』（エイチ）は、Hey! Say! JUMPの11枚目のオリジナル・アルバム。2024年11月27日にストームレーベルズから発売された。同日よりサブスクリプションおよびダウンロード配信も開始されている。「H+」の「+」は上付きの「⁺」が正式表記。

## リリース
前作『PULL UP!』から約1年ぶりのアルバムで、初回限定盤1（CD+Blu-ray/CD+DVD）、初回限定盤2（CD+Blu-ray/CD+DVD）、通常盤（CDのみ）の3形態で発売された。タイトルの"H"はHey! Say! JUMP自体を表し、"⁺"にはそれに足し算することで唯一無二のエンターテイメントを届けたいという気持ち、そして"H＋"は水素イオンの記号でもあることから、グループやファン、CDを聴いてくれる方が必要不可欠な存在であるという意味も込められている。今回は山田涼介がコンセプトやビジュアル、楽曲などを中心となってプロデュースし、日常に潜む違和感をダークかつポップに表現したバラエティに富んだオールジャンルの楽曲が収録された。
リード曲「Donkey Gongs」（読み：ドンキーゴングス）はその中でも特に長い準備期間を経て発表されたグループにとって新境地となるダンスナンバーで、思わず口ずさんでしまうような歌詞とエッジのきいたサウンドがクセになる1曲。10月30日21時にプレミア公開されたMVは、終末後の誰もいない世界を舞台としており、取り残された8人のメンバーが自由にその世界を闊歩し遊ぶうち、徐々に遊園地に明かりが灯り、新しい世界が拓かれていく様が、実際にスタジオに建てられたセットとハイクオリティーなVFXで表現されている。MVの監督は、2019年発売のアルバム『PARADE』に収録された「獣と薔薇」のMV以来5年ぶりのタッグとなる荒船泰廣が担当しており、作中には「獣と薔薇」の世界観のオマージュも込められた。また、この楽曲で山田が最もこだわった部分であるというダンスは、Hey! Say! JUMPとは初コラボとなるKAITAが担当。グルーヴィーなダンスを緩急激しい振付で踊り、ダンスブレイク間奏では360度カメラを使った躍動感あふれるダンスシーンが見られる。なお、このMVのメイキング映像は初回限定盤1の特典映像に収録される。また、11月25日にはダンスプラクティス動画も公開された。グループの公式TikTokではKAITAとメンバーがフォーメーションを組んで一糸乱れぬ激しいダンスを披露する動画も公開され、「かっこいい」「このコラボ最強」と絶賛のコメントが寄せられた。
発売日の11月27日にはもうひとつのリード曲「eek!!」（読み：イーク）のMVもYouTubeで公開された。キャッチーな歌詞とノリの良さが魅力的なポップチューンで、メンバーがカラフルなスーツ姿でハートや頬に小指をあてる振付で踊ったり、グループのありのままの和気藹々とした雰囲気でカラオケをして過ごしていたりと大人可愛い姿を見ることができる。また、公開と同時に本アルバムを含め、Hey! Say! JUMPの過去の楽曲349曲のサブスクリプションおよびダウンロード配信が開始されることが発表された。
12月14日から4大ドームツアー『Hey! Say! JUMP LIVE TOUR 2024-2025 H⁺』が開催される。

## 特典・仕様
- 初回限定盤1 - 大型スリーブ+トールケース仕様、『H+』スペシャルフォトブック24P封入、歌詞ブックレット12P封入[18]
- 初回限定盤2 - 三方背仕様、歌詞フォトブックレット32P封入[18]
- 通常盤 - 24P歌詞ブックレット封入[18]
通常盤は先着購入特典として「並べてH+eartソロカード（8枚セット）」左右ポーズの向き違いで全2種類がランダムに封入[25]。

### 18年目もH⁺appyに！来年もよろしくねキャンペーン2024
初回限定盤1と初回限定盤2のいずれかと通常盤、それぞれの帯裏に記載されている『H+』ユーザーコード、計2つを期間内にサイトに登録した人の中から抽選で「おうちでUMP賞」と「来年もJUMP賞」が当たるキャンペーンを実施。
おうちでUMP賞
- オリジナル・グループアクリルスタンド - 3000人

来年もJUMP賞
- Hey! Say! JUMP オリジナル・カレンダー2025（2025年4月始まりの約60cm × 42cmの壁掛けカレンダー） - 7000人

H⁺賞（残念賞）
デジタルプレゼント（詳細は当選発表時に公表）

## 収録曲
クレジット出典

### CD
1. She's Amazing［4:25］
作詞：Atsushi Shimada / 作曲・編曲：Josef Melin
2. Donkey Gongs［3:35］
作詞：Yui Kimura, Yuta Azuma, HIROMI / 作曲：Henrik Nordenback, Christian Fast, Andreas Öhrn / 編曲：Henrik Nordenback
本作のリード曲[18]。
3. NERD［2:56］
作詞：AKIRA / 作曲：Albin Nordqvist, STEVEN LEE, SQVARE / 編曲：Albin Nordqvist
4. シアティカ［3:46］
作詞・作曲・編曲：原田雄一
5. Never end...［3:44］
作詞・作曲：TomoLow, 深谷天佑、宇野水木 / 編曲：TomoLow
6. DARK HERO［4:56］
作詞：UU / 作曲：草川瞬、坂室賢一、佐原康太 / 編曲：遠藤ナオキ
7. また、あした［3:54］
作詞：浦島健太 / 作曲：浦島健太、ふるっぺ（ケラケラ）/ 編曲：ふるっぺ（ケラケラ）、遠藤ナオキ
8. eek!!［3:59］
作詞：イワツボコーダイ / 作曲・編曲：イワツボコーダイ、Kuwagata Fukino
本作のリード曲[18]。
9. 最後の涙［4:44］
作詞・作曲：Uru / 編曲：吉村隆行
10. UMP［4:19］
作詞：片岡健太（sumika）/ 作曲：ナスカ / 編曲：mellow、Naoki Endo
11. リズム［5:52］
作詞：YUUKI SANO、竹縄航大（tarareba）/ 作曲：YUUKI SANO、竹縄航大（tarareba）、岩野亨（tarareba）/ 編曲：竹縄航大（tarareba）、岩野亨（tarareba）
12. Cheer!［5:38］
作詞・作曲・編曲：SAKRA
通常盤のみ収録。
愛と平和の妖精「じゃんぷぅ」の「ぷぅのうた」以来5年ぶりの新曲で、じゃんぷぅからみんなへ贈る応援歌[13]。

### Blu-ray/DVD

#### 初回限定盤1
- 「Donkey Gongs」Music Video & Making

#### 初回限定盤2
- 「eek!!」Music Video & Making

## チャート成績
初週16.0万枚を売り上げ、12月9日付「オリコン週間アルバムランキング」で初登場1位を獲得し、12作連続・通算12作目のアルバム1位となった。